# 練炫村
練炫村，台灣企業講師，長期投身於人力資源領域，現為創予國際管理顧問執行長、社團法人台灣力人關係促進協會理事長，曾任呂旭立紀念文教基金會執行長。2025年，遭檢舉在無心理師資格下，親自提供心理諮商而遭台北地檢署起訴。

## 生平
練炫村畢業於輔仁大學圖書資訊學系，前往美國紐約理工大學攻取大眾傳播碩士學位。在竹科工作16年後，練炫村因緣際會下進入呂旭立基金會服務，累積工商心理學相關經驗。
2020年11月，練炫村創立創予管顧公司。
2022年10月，練炫村接任台灣力人關係促進協會理事長、台灣員工協助專業協會理事。
2025年5月，練炫村遭檢舉其不具有心理師資格，卻自己親自從事心理諮商醫事行為，涉及違反《心理師法》而遭台北地檢署起訴。